# Saul Rosenzweig
Saul Rosenzweig (Boston, 1907 – Saint Louis, 2004) è stato uno psicologo statunitense.
Docente alla Clark University, fu uno dei massimi esperti mondiali di frustrazione ed aggressività. Nel 1948 pubblicò il Rosenzweig picture-frustration study, nel quale catalogò, tra le altre cose, i vari tipi di aggressività.